# أوليفر روس (لاعب كرة قدم أمريكية)
أوليفر روس (بالإنجليزية: Oliver Ross)‏ هو لاعب كرة قدم أمريكية أمريكي، ولد في 27 سبتمبر 1974 في كولفر سيتي في الولايات المتحدة.

## وصلات خارجية
- أوليفر روس على موقع مرجع كرة القدم المحترفة.كوم (الإنجليزية)